# Могила адмирала Дэвида Фаррагута
Могила адмирала Дэвида Фаррагута (англ. Admiral David Farragut Gravesite) — место последнего упокоения Дэвида Глазго Фаррагута (1801—1870), первого контр-адмирала, вице-адмирала и адмирала военно-морских сил США, который прославился своим приказом «К чёрту мины! Полный вперёд!» в сражении в заливе Мобил во время Гражданской войны.
Гранитный и мраморный памятник, напоминающий мачту, отмечает не только место захоронения адмирала, но и место захоронения его жены, сына и невестки. Могила была включена в список Национальных исторических памятников в Национальном реестре исторических мест США 16 октября 2012 года . Памятник расположен на кладбище Вудлон в Бронксе, которое также имеет статус национального исторического памятника. Это единственное хорошо сохранившееся место, напрямую связанное с личностью адмирала.

## Описание
Место захоронения адмирала Дэвида Фаррагута находится в северо-восточной части района Аврора-Хилл на кладбище Вудлон. Оно занимает круглый участок, который, в свою очередь, является частью большого ромбовидного участка, ограниченного на востоке Восточной межевой дорогой, на западе дорогами Дейзи и Рэвин. Участок окружен мощённой аллеей. Главный памятник установлен на местной вершине. Нижняя часть надгробного памятника, представляет собой гранитный фундаментный блок, на котором установлен мраморный постамент и мраморная колонна. На колонне вырезаны изображения, представляющие собой события из жизни адмирала. Внешне она напоминает часть деревянной корабельной мачты. Верхняя часть колонны состоит из резного изображения драпированного американского флага. В основании колонны изображены предметы военно-морской тематики, «Хартфорд» — флагман гражданской войны под командованием адмирала, а также форты Джексон и Сен-Филип, мимо которых он успешно прошёл во время захвата Нового Орлеана. Постамент в основании квадратный, с вырезанными словами, описывающими дела Дэвида Фаррагута. Мемориал был выполнен фирмой «Казони и Изола», базировавшейся в Нью-Йорке, но владевшей мраморными карьерами в Италии.